# Jean Abdelnour
Pour les articles homonymes, voir Abdelnour.
Jean Abdelnour, né le 29 novembre 1983, à Beyrouth, au Liban, est un joueur libanais de basket-ball actif de 2002 à 2023. Il évolue aux postes d'arrière et d'ailier.

## Palmarès
- Finaliste du championnat d'Asie 2007